# 다비트 파벨카
다비트 파벨카(체코어: David Pavelka, 1991년 5월 18일 ~ )는 AC 스파르타 프라하에서 활약하고 있는 체코의 축구 선수이다. 2015년 파벨 브르바 감독의 부름을 받아 체코 축구 국가대표팀에 승선하였고, UEFA 유로 2016 엔트리에도 포함되었다.